# Paul O'Connell
Pour les articles homonymes, voir O'Connell.

a Compétitions nationales et continentales officielles uniquement.

b Matchs officiels uniquement.
Dernière mise à jour le 07 janvier 2021.
Paul Jeremiah O'Connell, né le 20 octobre 1979 à Limerick (Irlande), est un joueur de rugby à XV international irlandais. Il a évolué au poste de deuxième ligne avec l'équipe d'Irlande entre 2002 et 2015 et pendant quatorze ans pour la province irlandaise du Munster jusqu'en 2015, année de sa retraite.
Avec l'Irlande, il compte cent-huit sélections, remportant le Tournoi des Six Nations à trois reprises, en 2009 — année où le XV d'Irlande réalise le Grand Chelem —, en 2014 et 2015. Il remporte également à quatre reprises la Triple Couronne, en 2004, 2006, 2007 et 2009.
Avec sa province du Munster, il remporte deux titres européens, en 2006 et 2008. Il compte également deux victoires en Celtic League, en 2008-2009 et 2010-2011.
Il compte également sept sélections avec les Lions britanniques et irlandais, participant à trois tournées, en 2005, 2009, où il est désigné capitaine, et 2013.
Reconnu comme l'un des meilleurs joueurs à son poste, il est considéré comme un grand meneur d'homme, occupant durant sa carrière le rôle de capitaine au sein du Munster, de l'Irlande et des Lions.
En 2021, il est entraineur des avants de l'équipe d'Irlande.

## Carrière

### Premiers pas dans le rugby
Paul O'Connell est le fils de Michael, originaire de Ballinlough dans le comté de Cork, et Sheila, de Croom. Michael pratique le rugby, avec Sundays Well à Cork. Paul O'Connell, qui joue avec les équipes des moins de huit ans puis moins de dix du Munster, intègre l'équipe de natation du Munster. Il pratique également le golf, parvenant, à seize ans, à un handicap de moins 4 après seulement dix-huit mois de pratique au Limerick Golf Club. Il retrouve ensuite le rugby à Ardscoil Rís puis à l'école de rugby du Munster.
Il obtient ensuite sa première sélection scolaire face à l'Écosse, match disputé à Limerick.

### Débuts avec le Munster et avec le XV du Trèfle (2001-2004)
C'est face à Édimbourg Rugby qu'il dispute sa première rencontre avec le Munster, lors d'un match de Celtic League remportée 25 à 22, rencontre où il est remplaçant, Donncha O'Callaghan étant également sur le banc. Il dispute la finale de cette compétition face au Leinster qui l'emporte à Lansdowne Road.
Il dispute son premier match européen en Coupe d'Europe lors de cette saison 2001-2002 face aux Harlequins en octobre de la même année. Puis les deux matchs face aux Gallois de Bridgend et le match retour face aux Français du Castres olympique. Bien que deuxième, le Munster se qualifie grâce à ses cinq victoires et élimine lors du tour suivant le Stade français, 16 à 14 au stade Jean-Bouin, puis Castres au Stade de la Méditerranée de Béziers pour atteindre la finale, disputée au Millennium Stadium de Cardiff. Après ces deux matchs, O'Connell est également titulaire lors de cette finale face aux Anglais des Leicester Tigers. Ces derniers conservent leur titre européen en s'imposant 15 à 9. Durant cette année 2002, il dispute son premier match sous le maillot irlandais. Opposé aux Gallois à Lansdowne Road, il inscrit un essai puis reçoit un choc peu avant la mi-temps. Incapable de se rappeler le début du match, il doit sortir. Il est remplaçant lors de deux autres rencontres du tournoi, face à l'Italie et la France.
Blessé au pouce lors de la demi-finale de Celtic League disputé à Thomond Park en janvier face à l'Ulster, il est annoncé absent pour six semaines. Il manque ainsi la finale de la Celtic League face aux Gallois de Neath et les deux derniers matchs de poule en Coupe d'Europe, face aux Français de Perpignan et aux Anglais de Gloucester. Le Munster, deuxième de sa poule, se qualifie en tant que meilleur deuxième, puis élimine en quart de finale les Anglais de Leicester Tigers, 20 à 7, avant de s'incliner face au Stade toulousain sur le score de 13 à 12. Au total, sur cette compétition, il dispute quatre rencontres, deux de poule face aux Italiens de Viadana, et les deux rencontres de phase finale.
Lors du Tournoi 2003, il dispute un seul match, en tant que remplaçant, face à l'Angleterre lors de la dernière journée, les deux équipes postulant alors au Grand Chelem. L'Angleterre l'emporte 42 à 6 à Lansdowne Road. Il fait partie des douze joueurs du Munster retenu au sein du groupe qui doit défendre les couleurs irlandaises lors de la Coupe du monde disputée en Australie. Après trois victoires irlandaises lors des trois premiers matchs de la poule A, face à la Roumanie, la Namibie, et l'Argentine, les Australiens, grâce à une victoire 17 à 16, terminent en tête de le poule, contraignant les Irlandais à disputer un quart de finale face aux Français. Lors de ce quart, les Français prennent rapidement l'avantage, 37 à 0 après quarante-sept minutes, pour s'imposer finalement sur le score de 43 à 21. O'Connell dispute ces cinq rencontres.

### Premiers succès avec le Munster (2004-2006)
Lors de sa seizième sélection avec l'Irlande, il obtient sa première titularisation en tant que capitaine lors du premier match du Tournoi 2004 ; Brian O'Driscoll, choisi pour succéder à Keith Wood, est absent, blessure à une cuisse, pour le match face aux Français. Avec le Munster, Paul O'Connell dispute huit matchs lors de l'édition 2003-2004 de la Coupe d'Europe : les six rencontres de poules face à Bourgoin, un essai lors du match retour, Trévise, où il inscrit un essai, et Gloucester. Avec cinq victoires, le Munster se qualifie pour les quarts où l'équipe élimine le Stade français, avant d'affronter les Anglais des Wasps en demi-finale. Ces derniers s'imposent à Lansdowne Road sur le score de 37 à 32. En Celtic League, il dispute trois rencontres dans une compétition disputée par douze équipes sous la forme d'un championnat.
Il dispute les six rencontres de poule de la Coupe d'Europe 2004-2005, inscrivant un essai lors de la deuxième rencontre face au Castres olympique, puis dispute le quart de finale face à un autre club français, Biarritz. Celui-ci s'impose sur le score de 19 à 10. En Celtic League termine deuxième derrière les Gallois des Ospreys, compétition où il dispute sept matchs. Pour la première fois depuis ses débuts sous le maillot irlandais, il dispute les cinq matchs du tournoi lors de l'édition 2005, où l'Irlande avec trois victoires et deux défaites, lors des deux dernières journées face à la France et le pays de Galles, termine à la troisième place.

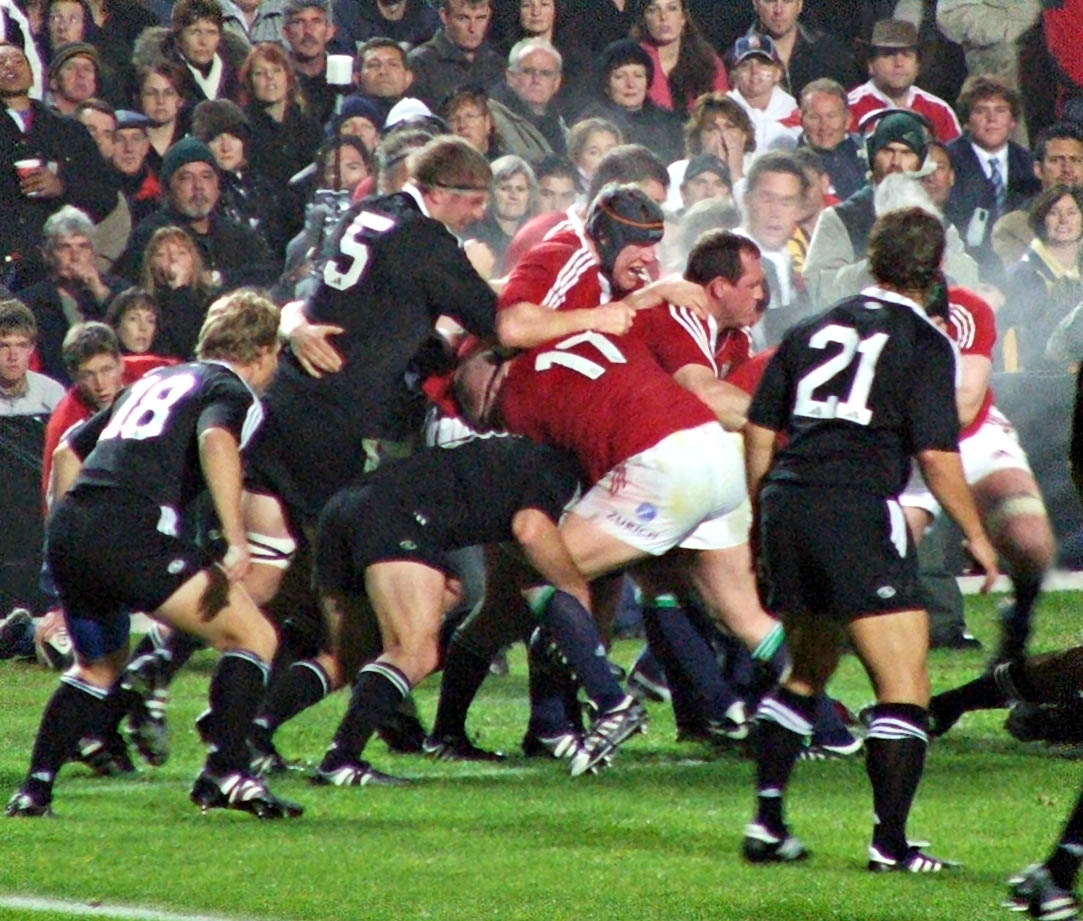
Paul O'connell au sein d'un regroupement face aux Māori

Prévu initialement dans le groupe de joueurs choisis par Clive Woodward pour représenter une équipe de l'hémisphère nord à Twickenham face à une sélection de l'hémisphère sud lors d'un match de charité en faveur des victimes du tsunami 2004, il doit finalement déclarer forfait. Il est sélectionné parmi l'effectif des Lions qui se rend en tournée en Nouvelle-Zélande sous la direction de Clive Woodward et le capitanat de Brian O'Driscoll. Il est aligné lors de la victoire 34 à 20 face à Bay of Plenty, puis lors du match face aux Māori. Il figure parmi les trois Irlandais sélectionnés comme titulaires pour le premier test face aux All Blacks. Les Lions perdent leur capitaine Brian O'Driscoll très tôt dans la rencontre après un plaquage conjoint de Keven Mealamu et Tana Umaga. Paul O'Connell concède également un carton jaune lors de cette rencontre pour faute technique afin d'éviter un essai. Les Lions s'inclinent sur le score de 21 à 3,. Les Lions concèdent de nouveau une défaite lors du deuxième test, les All Blacks s'imposant sur le score de 48 à 18. Après une défaite 38 à 19 lors du dernier test, les Lions concèdent leur première série de tests avec uniquement des défaites depuis vingt-deux ans, et une tournée en 1983, déjà en Nouvelle-Zélande.

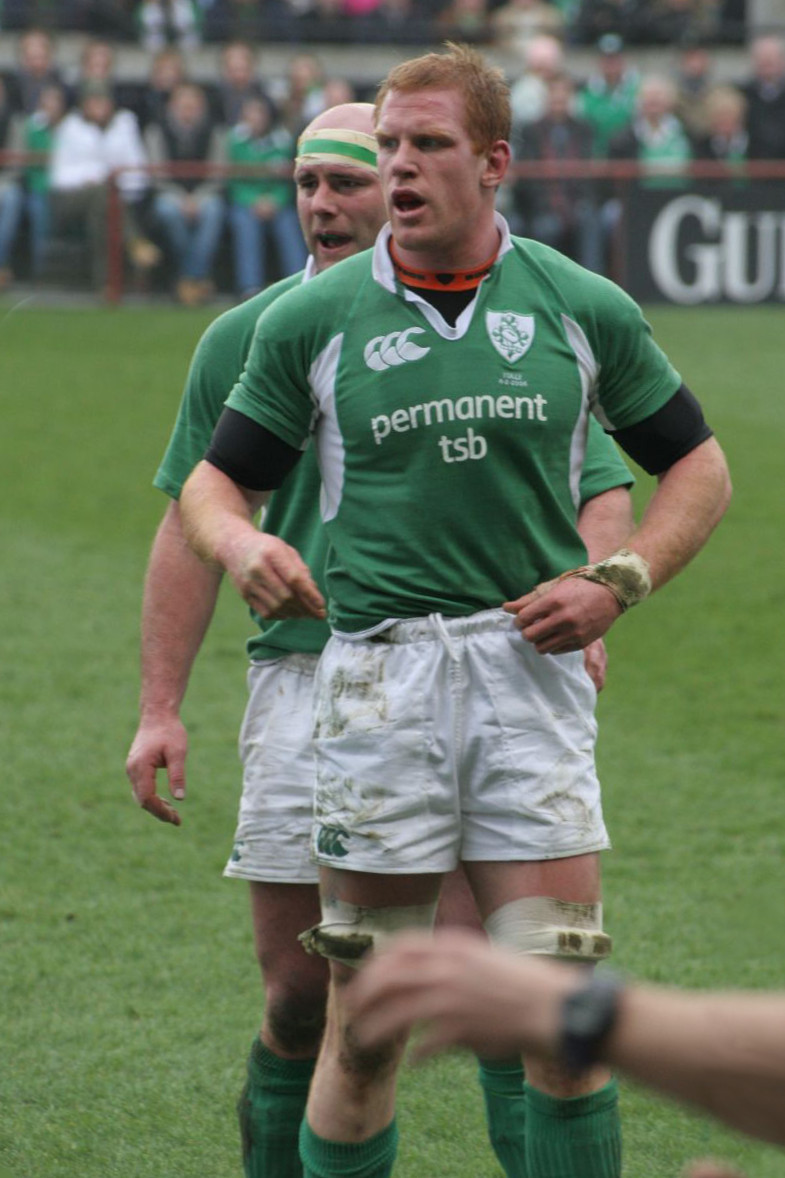
Paul O'Connell, lors du tournoi 2006.

Blessé à la main, il est absent lors des tests que doit disputer l'Irlande en novembre face à la Nouvelle-Zélande, l'Australie et la Roumanie. Le Munster termine premier de sa poule en Coupe d'Europe 2005-2006, O'Connell disputant les deux dernières rencontres de poule, deux essais au stade Pierre-Antoine de Castres olympique, et face aux Anglais de Sale. O'Connell inscrit un nouvel essai lors du quart de finale face à Perpignan à Lansdowne Road,. La demi-finale oppose dans ce même stade deux provinces irlandaises, le Munster et le Leinster. Cette rencontre est remportée par le Munster par 30 à 6. C'est le Millennium Stadium qui est hôte de la finale opposant les Français de Biarritz aux joueurs du Munster. Ces derniers, malgré un essai concédé très tôt dans le match, s'imposent par 23 à 19, bien aidé par le soutien de la Red Army, surnom des supporters du Munster, qui occupe la majorité du stade,. En Celtic League, compétition où O'Connell dispute sept rencontres et inscrit deux essais, le Munster termine à la troisième place, derrière l'Ulster et le Leinster. Avec l'équipe d'Irlande, il dispute quatre des cinq rencontres du tournoi 2006, l'Irlande terminant deuxième derrière les Français mais remportant la Triple couronne. Il est seulement absent lors de la troisième rencontre, face au pays de Galles, devant déclarer forfait après une blessure à l'épaule subie lors de la défaite 43 à 41 face à la France. En juin, l'Irlande se rend pour une tournée en Nouvelle-Zélande, deux défaites, et en Australie, une défaite. O'Connell inscrit un essai lors de la deuxième rencontre face aux All Blacks.
En novembre, il dispute trois tests, face à l'Afrique du Sud, l'Australie, deux victoires, et les Pacific Islanders, rencontre qui est la dernière internationale jouée à Lansdowne Road. Le huitième essai irlandais permet à Paul O'Connell de devenir le dernier joueur à inscrire un essai dans ce stade. En cette même fin d'année, il figure, avec Daniel Carter, Fourie du Preez, Chris Latham, Richie McCaw parmi les derniers sélectionnés pour le titre de meilleur joueur IRB en 2006, titre finalement décerné à Richie McCaw.

### Blessures et deuxième titre européen (2007-2009)

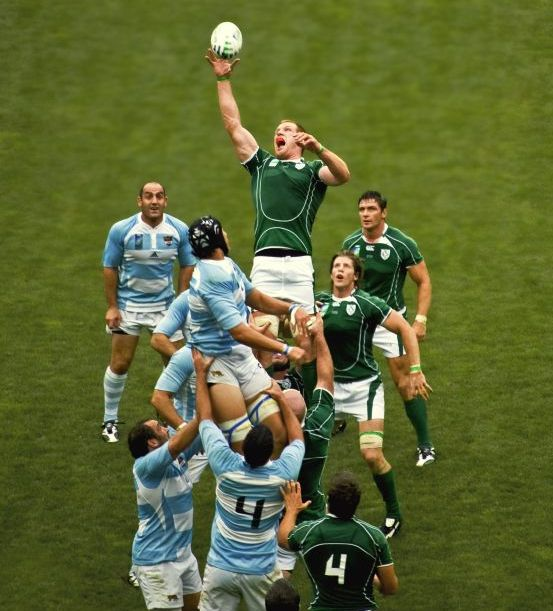
Irlande-Argentine lors de la coupe du monde 2007.

Comme la saison passée, l'Irlande, défaite à Croke Park, temple des sports gaëliques, par les Français, termine deuxième du tournoi, le vainqueur étant désigné lors de la dernière journée à la différence de points. Avec de nouveau trois victoires face aux autres équipes britanniques, l'Irlande remporte une nouvelle Triple couronne. Paul O'Connell est absent lors du dernier match à Rome face aux Italiens : il vient de se faire opérer après une fracture du pouce survenue lors du match face à l'Écosse. Cette blessure le prive également du quart de finale européen 2007 face aux Scarlets perdu 24 à 15. Désormais capitaine du Munster, où il succède à Anthony Foley, Paul O'Connell dispute les six rencontres de poule qui permettent au Munster d'atteindre ces quarts. En Celtic League, désormais connue le nom de Magners League, il dispute huit rencontres et inscrit un essai, le Munster terminant sixième de la compétition.
Il fait partie de l'équipe irlandaise pour préparer la coupe du monde se déroulant en France. Mais durant la préparation, Paul O'Connell se bat avec le deuxième ligne de l'Ulster, Ryan Caldwell. Après que Paul O'Connell ait donné un coup de poing à son homologue évacué par ambulance, le sélectionneur national, Eddie O'Sullivan, lui dit « le fait est que tu l'as presque tué ». Paul O'Connell considère alors de moment comme « le pire moment de ma carrière ». Lors de la compétition, l'Irlande remporte ses deux premières rencontres de la coupe du monde 2007, face à la Namibie puis la Géorgie, mais s'incline ensuite face à ses deux adversaires pour la qualification, d'abord la France au Stade de France sur le score de 25 à 3, puis face à l'Argentine au Parc des Princes, 30 à 15, ce qui la prive du reste de la compétition.
Gêné par des problèmes de disques lombaires, ce qui le prive de rencontres depuis la Coupe du monde, il doit déclarer forfait pour les matchs de Coupe d'Europe. Son club qualifié pour les quarts de finale après une première place de poule avec le même nombre de points que Clermont, Paul O'Connell dispute son premier match européen de la saison face aux Anglais de Gloucester, club qui s'incline 16 à 3. Il est également présent lors de la demi-finale victorieuse, 18 à 16, face aux Saracens, le Munster obtenant ainsi le droit d'affronter les Français du Stade toulousain au Millennium Stadium de Cardiff. O'Connell obtient ainsi son deuxième titre européen grâce à une victoire sur le score de 16 à 13,. Après ses problèmes de dos, il fait son retour avec l'Irlande en tant que remplaçant lors de la troisième journée du Tournoi des Six Nations 2008 face à l'Écosse. Après une victoire 34 à 13, il est titularisé lors des deux matchs suivant, défaite 16 à 12 à Croke Park face au pays de Galles, puis 33 à 10 à Twickenham face aux Anglais.

### Grand Chelem et capitaine desLions(2009-2010)
En juin, l'Irlande se rend dans l'hémisphère sud, s'inclinant 21 à 11 face aux All Blacks puis 18 à 12 face aux Wallabies. En novembre, elle concède une nouvelle défaite face aux Néo-Zélandais, remportant les confrontations face aux Canadiens et aux Argentins. Lors de l'édition 2009 du tournoi, l'Irlande s'impose à Croke Park face aux Français, puis, après une victoire à Rome, de nouveau dans le temple du sport gaélique, face aux Anglais. Après une victoire en Écosse, l'Irlande remporte son premier Grand Chelem irlandais depuis 1948, le second de son histoire, en s'imposant 17 à 15 à Cardiff face aux Gallois.
Lors de l'édition 2008-2009 de la Coupe d'Europe, il dispute les six rencontres de poule de son équipe, face à Montauban, Sale et Clermont, concédant une seule défaite face à ce dernier club. Il inscrit un essai, face aux Anglais de Sale. Il inscrit de nouveau un essai lors du quart de finale face aux Gallois des Ospreys lors de la victoire 43 à 9. La demi-finale oppose le Munster au Leinster Rugby à Croke Park. Les coéquipiers de Brian O'Driscoll s'imposent 25 à 6 face aux joueurs du Munster. En Celtic League, le Munster termine à la première place avec quatorze victoire et quatre défaites. Paul O'Connell dispute sept de ces rencontres, inscrivant un essai.
Il est désigné capitaine de la sélection des Lions pour la tournée 2009 en Afrique du Sud, équipe alors composée de quatorze Irlandais, treize Gallois, huit Anglais deux Écossais. Cette équipe est dirigée par l'Écossais Ian McGeechan. Il joue le premier match de la tournée face à une sélection Royal XV, les Lions faisant débuter quatorze joueurs, dont neuf parmi les titulaires. Cette rencontre se solde par une victoire 37 à 25. Il affronte ensuite les Free State Cheetahs, victoire 26 à 24, puis les Natal Sharks, victoire 39 à 3. Lors du premier test face aux Springboks, malgré un retour en fin de match, les Lions s'inclinent sur le score de 26 à 21 à Durban. Lors du deuxième test à Pretoria, les Springboks s'imposent sur le score de 28 à 25, s'assurant dans le même temps la victoire dans la série. Les Lions remportent le test de Johannesbourg sur le score de 28 à 9. Lors de ces tests, il est d'abord associé au Gallois Alun-Wyn Jones puis à l'Anglais Simon Shaw lors des deux derniers.
En novembre, il dispute trois tests avec l'Irlande, réalisant un match nul face aux Australiens, puis remportant deux victoires, face aux Fidji et les Springboks. Battue dès la deuxième journée du tournoi 2010 par la France, qui réalise le Grand Chelem, l'Irlande est privée d'une nouvelle Triple couronne en concédant la défaite à Croke Park lors de la dernière journée, 23 à 20 face aux Écossais. Blessé à l'aine lors de dernier match, Paul O'Connell est absent lors du quart de finale face aux Northampton Saints, équipe que le Munster affronte pour la troisième fois de la saison en coupe d'Europe après les deux rencontres de poule, Paul O'Connell disputant les six rencontres de cette phase. Cette blessure le prive également de la demi-finale perdue face au Biarritz Olympique. Il ne dispute que trois rencontres de Magners League où le Munster termine à la quatrième place de la phase régulière, avant de se faire éliminer en demi-finale face au Leinster, rencontre où le Munster est toujours privé de son capitaine.

### Échecs avec l'Irlande et le Munster (2011-2013)
Après son absence pour cette même blessure lors de la tournée en juin dans l'hémisphère sud, il est de nouveau absent lors des tests de novembre, face à l'Afrique du Sud et la Nouvelle-Zélande. En coupe d'Europe, il dispute trois rencontres de poule. C'est d'abord face aux Ospreys à Thomond Park, où il est expulsé pour avoir frappé Jonathan Thomas. Il est ensuite suspendu pour quatre semaines pour ce geste. Il fait son retour face au Rugby club toulonnais. Deuxième de sa poule, le Munster est reversé en Challenge européen. Blessé, Paul O'Connell est absent lors du quart de finale face à Brive, puis est remplaçant lors du tour suivant face aux Harlequins. Malgré son entrée, ces derniers l'emportent sur le score de 20 à 12 à Thormond Park. En Magners League, il dispute six matchs dans une compétition où le Munster, premier de la phase régulière, s'impose face aux Ospreys en demi-finale puis au Leinster en finale pour remporter la compétition.
Lors du tournoi, il dispute les cinq rencontres de son équipe qui concèdent deux défaites, face aux Français à l'Aviva Stadium, et aux Gallois au Millennium Stadium. Les Irlandais terminent troisième, derrière les Anglais et les Français. Ils retrouvent ces derniers pour deux matchs de préparation à la Coupe du monde, deux défaites, s'inclinant également face aux Anglais. Les Irlandais entament leur Coupe du monde par une victoire face aux États-Unis, avant de s'imposer face aux Wallabies sur le score de 15 à 6. Mis au repos face aux Russes, il est de nouveau présent lors du dernier match de poule face à l'Italie. En quart de finale, les Irlandais sont éliminés par les Gallois sur le score de 22 à 10.
Pour la saison européenne 2011-2012, il dispute les six rencontres de poule, six victoires. Le quart de finale oppose le Munster à une autre province irlandaise, l'Ulster, qui s'impose à Thomond Park sur le score de 22 à 16. En Pro12, nouvelle appellation de la Celtic League, il dispute six rencontres, mais il est absent lors de la demi-finale face aux Ospreys pour une blessure au genou gauche. Lors de cette saison, en janvier, il signe un nouveau contrat de deux ans avec la Fédération irlandaise, IRFU, qui le voit rester pour deux saisons supplémentaires avec le Munster. Lors de cette signature, il admet alors regretter de n'avoir pas eu l'opportunité d'évoluer à l'étranger.
En l'absence de Brian O'Driscoll, Paul O'Connell est désigné comme capitaine du XV irlandais pour le tournoi 2012. Il dispute les trois premiers matchs de son équipe, défaite en Irlande face aux Gallois et aux Italiens, et match nul en France. Lors de celle-ci, reportée en raison des conditions climatiques, il se blesse au genou, les prévisions annonçant alors une absence de six semaines.

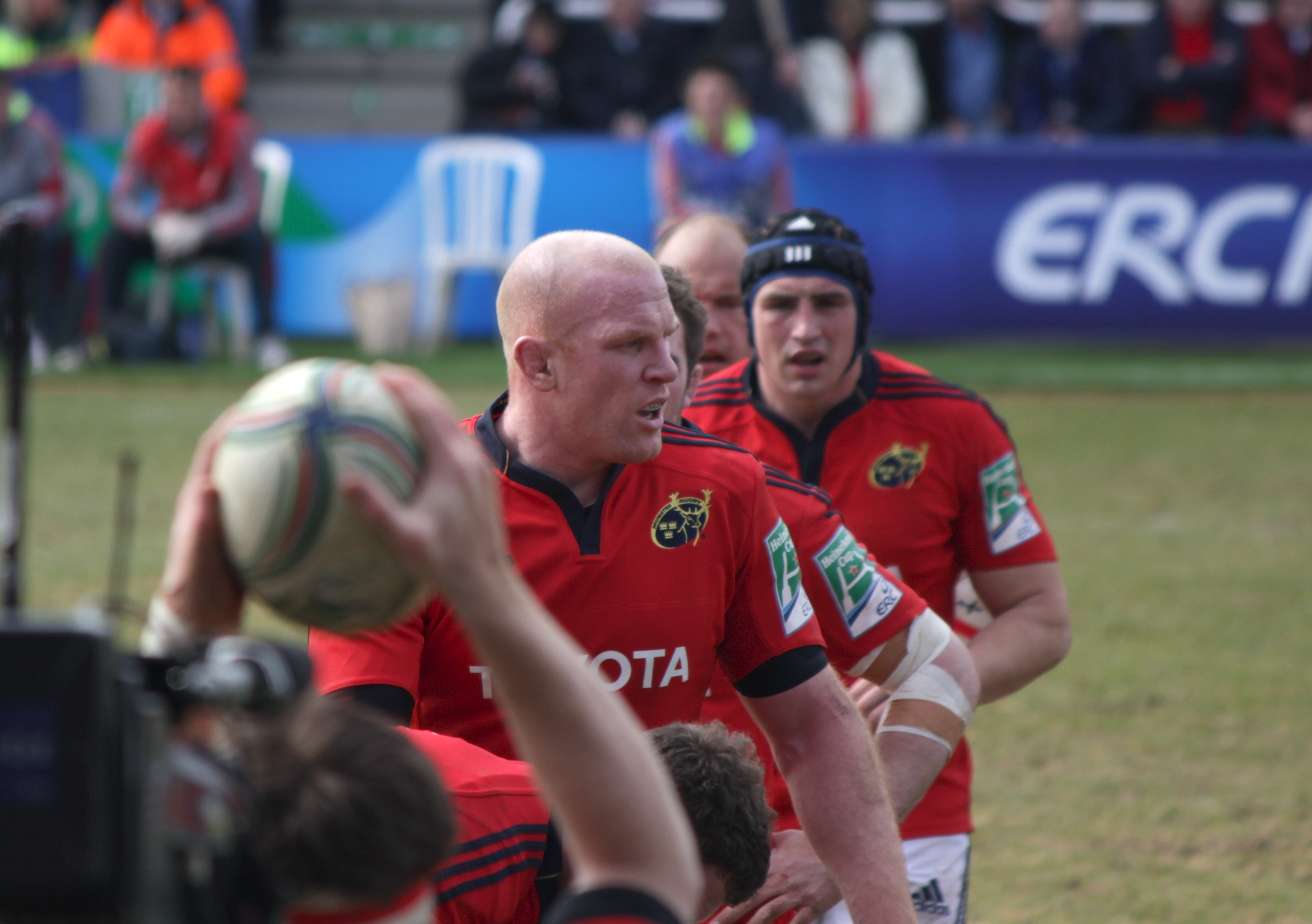
Paul O'Connell sous le maillot du Munster en 2013.

Avant le début de la saison 2012-2013, il laisse son rôle de capitaine, afin de trouver un nouveau leader, le changement au sein de l'encadrement technique, Rob Penney (en) succédant à Tony McGahan (en), étant selon lui propice à ce changement. C'est le Néo-Zélandais Doug Howlett qui lui succède à ce poste. En janvier il se fait opérer du dos, un disque comprimant un nerf dans le bas du dos. Il fait son retour sur les terrains fin mars face au Connacht. .Il participe aux phases finales de la Coupe d'Europe, s'imposant 18 à 12 face aux Harlequins. Quinze jours avant la demi-finale face à Clermont, il provoque une petite polémique : lors d'un match de Pro 12 face au Leinster, il assène un coup de pied à David Kearney, en train de contrôler un ballon à terre à la suite d'une chandelle. Celui-ci doit quitter le terrain mais O'Connell ne se voit pas sanctionner. Il n'est de plus pas citer après la rencontre,. Lors de cette demi-finale à Montpellier, Clermont s'impose sur le score de 16 à 10. Le Munster termine sixième de la phase régulière en Pro12, Paul O'Connell dispute quatre rencontres, et inscrit un essai.
Pour la tournée 2013 en Australie, il figure parmi les trois favoris pour occuper le rôle de capitaine des Lions, avec son compatriote Brian O'Driscoll et le Gallois Sam Warburton. C'est finalement ce dernier qui est choisi. En l'absence de Warburton, blessé, il est désigné capitaine lors du premier test de la tournée, face aux Barbarians à Hong Kong. Les Lions s'imposent lors de cette rencontre sur le score de 59 à 8, O'Connell inscrivant le premier essai de son équipe. Il est également présent face au Queensland Reds, victoire 22 à 12, puis face aux Waratahs, victoire 47 à 17. Pour le premier test face aux Wallabies, il est associé en deuxième ligne au Gallois Alun Wyn Jones. Les Lions s'imposent sur le score de 23 à 21. Lors de ce match, il se blesse au bras lors des dernières minutes, mais reste sur le terrain. Cette blessure, fracture du bras, l'oblige à déclarer forfait pour le reste de la tournée, l'encadrement désirant toutefois le conserver dans le groupe pour son expérience et son influence sur les autres joueurs. Les Lions s'imposent finalement deux victoires à une et remportent la première série depuis 1997.
Il est nommé capitaine du XV du Trèfle pour les matchs du mois de novembre,. Il succède à Jamie Heaslip, lui-même successeur de Brian O'Driscoll. Toutefois, il ne remplit pas cette fonction lors du premier de ces tests. Après une absence de plus d'un an et un match face à la France en mars 2012, il est remplaçant face aux Samoa. Il est titulaire lors des deux matchs suivants, deux défaites face à l'Australie puis la Nouvelle-Zélande.

### Double vainqueur du Tournoi, blessure et fin de carrière (2014-2015)

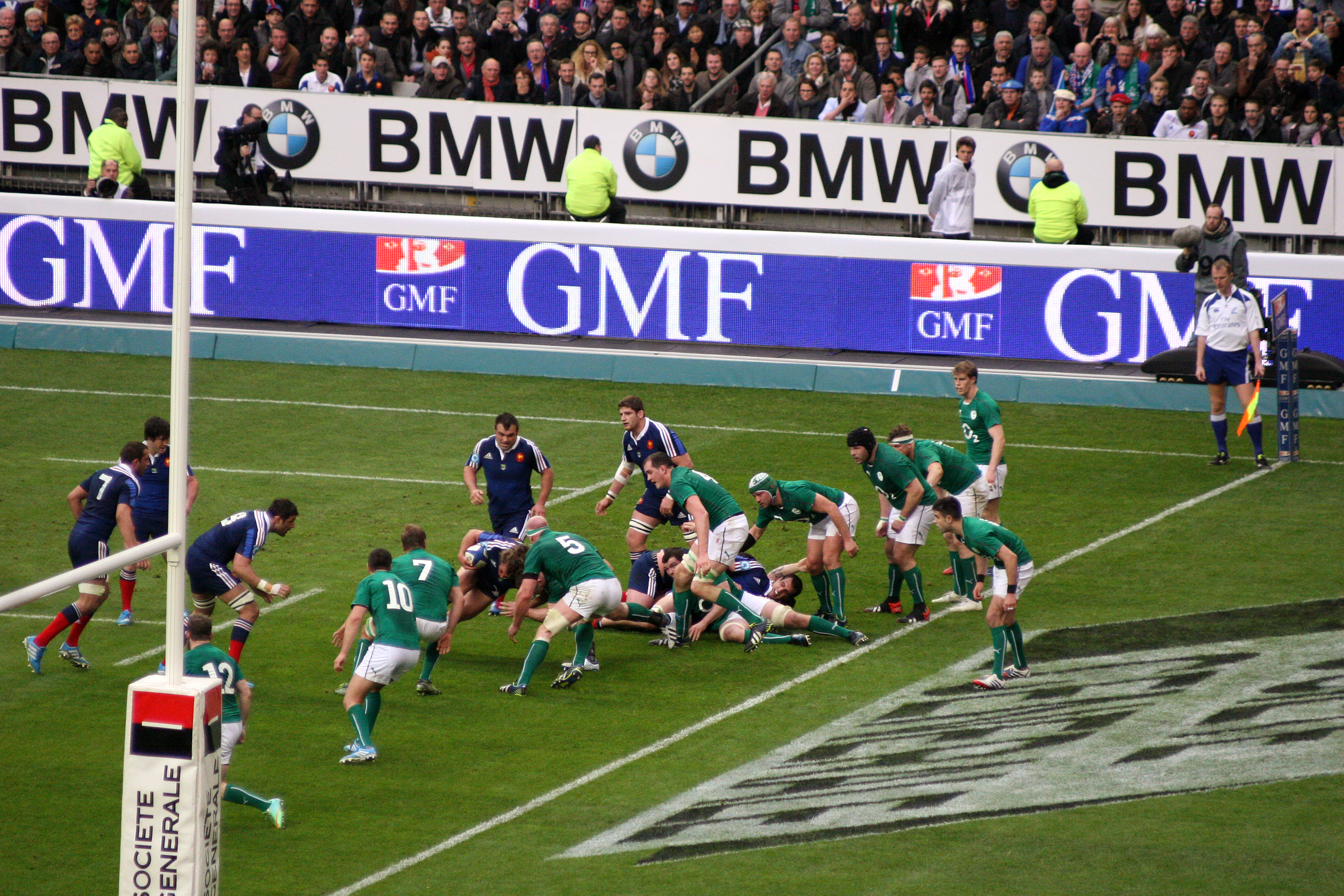
Paul O'Connell aidant un coéquipier à plaquer un Français, à deux mètres de sa ligne.

En janvier 2014, il signe un nouveau contrat qui le lie jusqu'à la fin de la saison 2015-2016 avec la province du Munster. Après une absence face à l'Écosse en raison d'une infection pulmonaire, il fait son retour lors de la deuxième journée du tournoi 2014 face au pays de Galles. Il conduit son équipe à une nouvelle victoire dans le tournoi. Celle-ci se concrétise lors de la dernière journée où les Irlandais s'imposent au Stade de France face aux Français sur le score de 22 à 20.
En Coupe d'Europe, le Munster termine à la première place de sa poule, O'Connell disputant les six rencontres, cinq victoires et une défaite. En quart de finale, les Irlandais s'imposent sur leur terrain de Thomond Park sur le score de 47 à 23 face au Stade toulousain avec un essai de O'Connell. Ils sont ensuite opposés à un autre club français, le Rugby club toulonnais, ce dernier s'imposant au Stade Vélodrome de Marseille sur le score de 24 à 16. En Pro12, le Munster, troisième de la phase régulière, s'incline au Scotstoun Stadium de Glasgow face aux Glasgow Warriors sur le score de 16 à 15. En juin, il retrouve la sélection irlandaise pour deux tests en Argentine, les deux premières victoires irlandaise de l'histoire en Argentine,.
Il dispute deux des trois tests du mois de novembre, face à l'Afrique du Sud sur le score de 29 à 15, puis face à l'Australie 26 à 23. La sélection continue d'enchainer les victoires lors du tournoi 2015, s'imposant en Italie, à Dublin face à la France puis l'Angleterre. C'est le pays de Galles qui met un terme à cette série en s'imposant au Millenium Stadium sur le score de 23 à 16, privant également l'Irlande de Grand Chelem. Cette rencontre est également la centième disputée par Paul O'Connell sous le maillot irlandais. La victoire 40 à 10 face à l'Écosse lors de la dernière journée permet à l'Irlande de dépasser le pays de Galles, vainqueur 60 à 21 de l'Italie, la victoire 55 à 35 des Anglais sur les Français s'avérant insuffisante pour priver les Irlandais d'une nouvelle victoire dans le tournoi. Paul O'Connell est par ailleurs désigné meilleur joueur du tournoi,.

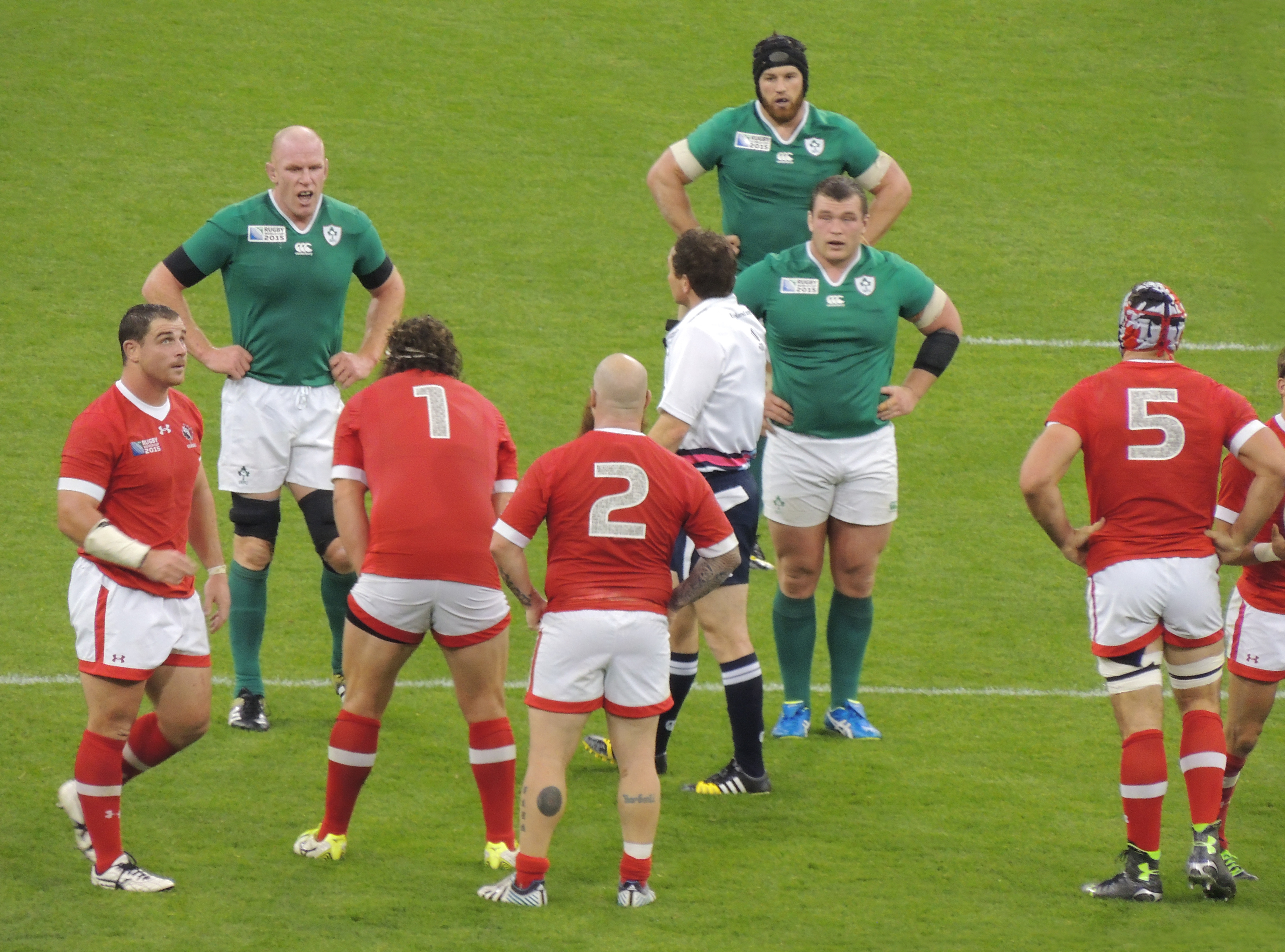
Paul O'Connell face au Canada lors de la Coupe du monde 2015.

Lors de l'édition 2014-2015 de la Coupe d'Europe, qui est désormais nommée European Rugby Champions Cup et qui est disputée par vingt équipes, l'équipe du Munster ne parvient pas à se qualifier, dominée par Clermont, premier avec cinq victoires dont deux contre le Munster, et les Saracens. Paul O'Connell dispute ces six rencontres. Il participe à la finale de Pro12, perdue aux Écossais de Glasgow Warriors sur le score de 31 à 13. En mai, la Fédération irlandaise et le Munster annonce que Paul O'Connell est libéré, à sa demande, de sa dernière année de contrat avec la fédération, et qu'il mettra donc un terme à sa carrière internationale après la Coupe du monde. Sa signature avec le club français du Rugby club toulonnais ayant longtemps alimenté les rumeurs, celle-ci est officialisée par le président du club Mourad Boudjellal en juin pour un contrat d'un an, renouvelable pour une saison en option,.
Avec l'annonce de sa retraite internationale, Paul O'Connell dispute sa dernière rencontre sur le sol irlandais à l'occasion du match de préparation à la Coupe du monde face au pays de Galles. Celle-ci se solde par une défaite 16 à 10. Une semaine plus tard, il inscrit son huitième essai en sélection face à l'Angleterre lors d'une défaite à Twickenham. Titulaire lors du premier match de sa sélection lors de la coupe du monde, face au Canada, puis remplaçant face à la Roumanie, il retrouve son rôle de capitaine pour les deux dernières rencontres de poule, face à l'Italie puis la France. Lors de cette rencontre, il sort sur une civière peu avant la fin de la première mi-temps. Sa blessure, « rupture du semi-membraneux et du biceps fémoral aux ischio-jambiers » selon l'encadrement de l'équipe d'Irlande, nécessite une opération et l'oblige à déclarer forfait pour le reste de la compétition. Cette blessure empêche Paul O'Connell de participer au début de saison de son nouveau club. Arrivé au club début décembre, son retour est alors annoncé pour fin janvier, ou le mois de février. Toutefois, sur avis médical, il annonce la fin de sa carrière le 9 février 2016.

### Reconversion
En février 2016, Paul O'Connell et Alan English annoncent la publication de sa biographie au cours de l'année, livre intitulé The Battle qui sort en octobre de la même année. Au cours du mois de juillet, le Munster annonce qu'il rejoint le club en tant que conseiller pour l'académie pour aider les jeunes joueurs du club,.
En décembre 2017, il quitte son poste pour rejoindre le staff de Noel McNamara avec l'équipe d'Irlande des moins de 20 ans.
Le 3 août 2018, il est nommé entraîneur des avants responsable de la touche du Stade français Paris. Il travaille au côté du directeur sportif Heyneke Meyer et de Pieter de Villiers, entraîneur des avants responsable de la mêlée. Il quitte le club à l'issue de la première saison.
Début janvier 2021, O'Connell est nommé, par l'IRFU, entraîneur des avants de l'équipe d'Irlande, aux côtés du sélectionneur Andy Farrell.

## Palmarès

### En club
Paul O'Connell remporte deux éditions de la Coupe d'Europe avec le Munster, en 2005-2006 face à Biarritz et 2007-2008 face au Stade toulousain. Il dispute également la finale de l'édition 2001-2002 face aux Leicester Tigers.
Il remporte également la Celtic League, lors de l'édition 2008-2009, disputée sous forme de championnat, et 2010-2011, grâce à une victoire en finale face au Leinster. Il perd la finale face au Leinster en 2001, termine deuxième du championnat 2004-2005. En 2015, il perd une nouvelle fois en finale, face aux Écossais des Glasgow Warriors.

### En équipe nationale

#### Coupe du monde
Paul O'Connell participe à quatre éditions de la Coupe du monde, lors des éditions 2003, 2007, 2011 et 2015. Le meilleur résultat obtenu est une place de quart-de-finaliste en 2003, 2011 puis 2015.
Lors de l'édition de 2003, il affronte la Roumanie, l'Namibie, l'Argentine, l'Australie et la France. Quatre ans plus tard, lors de l'édition se déroulant en France, il joue contre la Namibie, la Géorgie, la France et l'Argentine. En 2011, il affronte les États-Unis, l'Australie, l'Italie et le pays de Galles. En 2015, pour sa quatrième participation, il joue contre le Canada, la Roumanie, l'Italie et la France. Au cours de ce dernier match de poule contre la France, Paul O'Connell se blesse, ce qui l'empêche alors de participer au quart de finale perdu contre l'Argentine.
Il dispute 17 rencontres, pour un bilan de onze victoires et cinq défaites.
| Édition               | Rang               | Résultats Irlande | Résultats O'Connell | Matches O'Connell |
| --------------------- | ------------------ | ----------------- | ------------------- | ----------------- |
| Australie 2003        | Quart de finaliste | 3 v, 0 n, 2 d     | 3 v, 0 n, 2 d       | 5/5               |
| France 2007           | Poule              | 2 v, 0 n, 2 d     | 2 v, 0 n, 2 d       | 4/4               |
| Nouvelle-Zélande 2011 | Quart de finaliste | 4 v, 0 n, 1 d     | 3 v, 0 n, 1 d       | 4/5               |
| Angleterre 2015       | Quart de finaliste | 4 v, 0 n, 1 d     | 4 v, 0 n, 0 d       | 4/5               |

Légende : v = victoire ; n = match nul ; d = défaite.

#### Tournoi des Six Nations

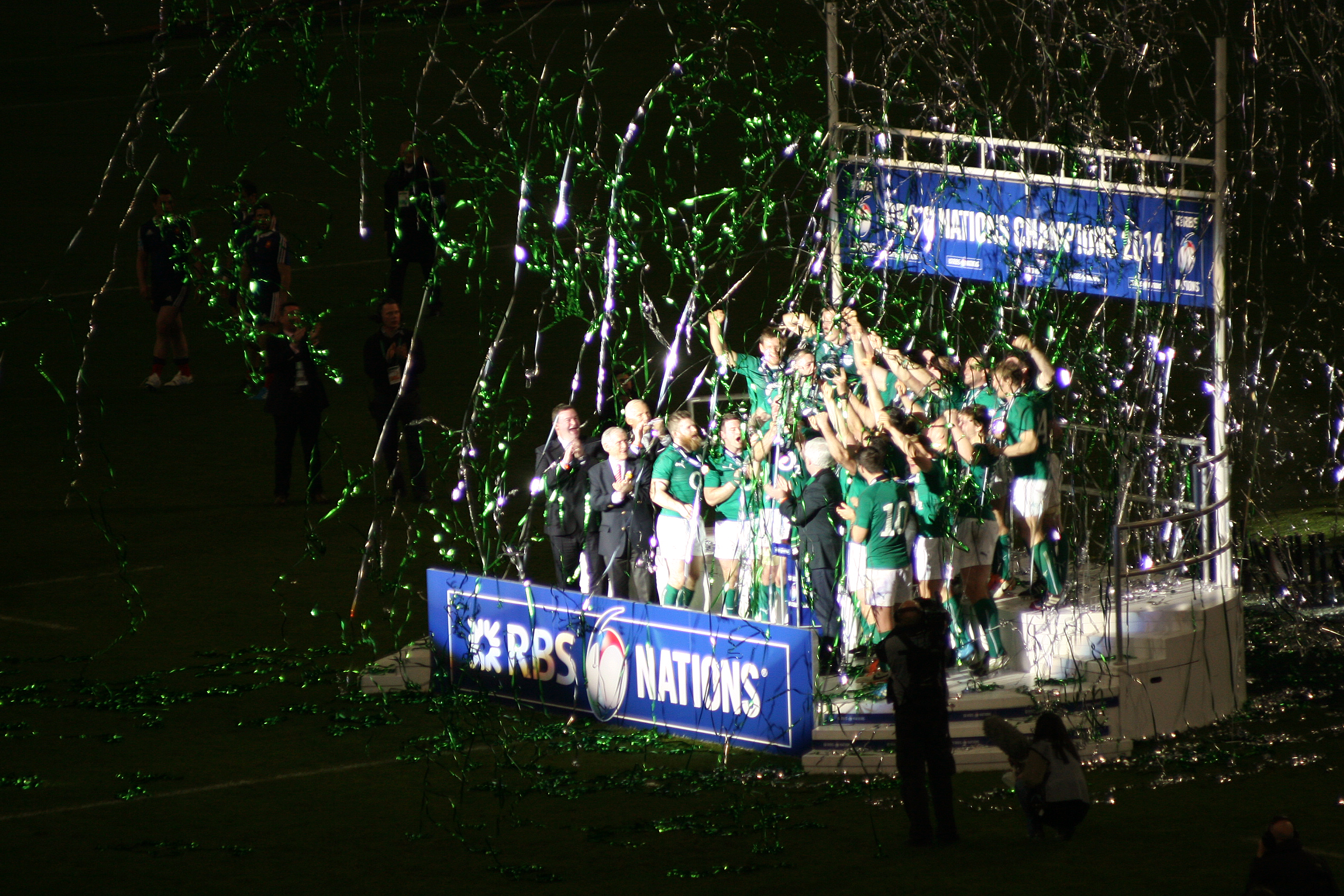
L'Irlande célébrant la victoire lors du tournoi 2014.

Paul O'Connell remporte à trois reprises le Tournoi des Six Nations, en 2009 année où le XV d'Irlande réalise le Grand Chelem, et en 2014, 2015. Il remporte également à quatre reprises la Triple Couronne, en 2004, 2006, 2007 et 2009.
Paul O'Connell dispute cinquante et une rencontres du Tournoi des Six Nations, dont quarante-sept en tant que titulaire, inscrivant un total de 15 points. Il remporte trente-quatre victoires et concède seize défaites et un seul match nul.
| Édition                      | Rang | Résultats Irlande | Résultats O'Connell | Matches O'Connell |
| ---------------------------- | ---- | ----------------- | ------------------- | ----------------- |
| Tournoi des Six Nations 2002 | 3e   | 3 v, 0 n, 2 d     | 2 v, 0 n, 1 d       | 3/5               |
| Tournoi des Six Nations 2003 | 2e   | 4 v, 0 n, 1 d     | 0 v, 0 n, 1 d       | 1/5               |
| Tournoi des Six Nations 2004 | 2e   | 4 v, 0 n, 1 d     | 3 v, 0 n, 0 1       | 4/5               |
| Tournoi des Six Nations 2005 | 3e   | 3 v, 0 n, 2 d     | 3 v, 0 n, 2 d       | 5/5               |
| Tournoi des Six Nations 2006 | 2e   | 4 v, 0 n, 1 d     | 3 v, 0 n, 1 d       | 4/5               |
| Tournoi des Six Nations 2007 | 2e   | 4 v, 0 n, 1 d     | 3 v, 0 n, 1 d       | 4/5               |
| Tournoi des Six Nations 2008 | 4e   | 2 v, 0 n, 3 d     | 1 v, 0 n, 2 d       | 3/5               |
| Tournoi des Six Nations 2009 | 1er  | 5 v, 0 n, 0 d     | 5 v, 0 n, 0 d       | 5/5               |
| Tournoi des Six Nations 2010 | 2e   | 3 v, 0 n, 2 d     | 3 v, 0 n, 2 d       | 5/5               |
| Tournoi des Six Nations 2011 | 3e   | 3 v, 0 n, 2 d     | 3 v, 0 n, 2 d       | 5/5               |
| Tournoi des Six Nations 2012 | 3e   | 2 v, 1 n, 2 d     | 1 v, 1 n, 1 d       | 3/5               |
| Tournoi des Six Nations 2014 | 1er  | 4 v, 0 n, 1 d     | 3 v, 0 n, 1 d       | 4/5               |
| Tournoi des Six Nations 2015 | 1re  | 4 v, 0 n, 1 d     | 4 v, 0 n, 1 d       | 5/5               |

Légende : v = victoire ; n = match nul ; d = défaite ; la ligne est en gras quand il y a Grand Chelem.

### Distinctions personnelles
Paul O'Connell est désigné meilleur joueur du Tournoi des Six Nations 2015.
Après un premier titre en 2006, il est désigné meilleur joueur irlandaisde la saison 2015, IRUPA Players’ Player of the Year, rejoignant Gordon D'Arcy et Tommy Bowe, seuls autres joueurs obtenant ce trophée à deux reprises.

## Statistiques

### En club
Paul O'Connell dispute soixante-treize rencontres en tant que titulaires, plus treize en tant que remplaçant, de Pro12 depuis ses débuts lors de la saison 2001-2002. Il compte huit essais marqués dans cette compétition : deux en 2005-2006, un la saison suivante, de nouveau deux en 2007-2008, un 2008-2009, un 2012-2013, et un en 2014-2015.
En Coupe d'Europe, il compte, au terme de la saison 2014-2015, quatre-vingt-trois rencontres disputées, dont cinq en tant que remplaçant. Parmi ces quatre-vingt-trois rencontres, une seule est disputée en Challenge européen. Il inscrit dix essais : un en 2002-2003, deux en 2003-2004, un en 2004-2005, trois en 2005-2006, deux en 2008-2009. Il compte une expulsion lors de cette compétition, en 2010-2011.
Au total, il compte 174 apparitions, dont 156 titularisations, sous le maillot du Munster. À ces 86 matchs en Pro12 et 83 rencontres européennes, il ajoute trois rencontres de Celtic Cup et deux rencontres inter provinces irlandaises. Il inscrit 95 points.

### En équipe nationale
Débutant sous le maillot de l'équipe d'Irlande en 2002 à Lansdowne Road face au pays de Galles, il compte 108 sélections avec celle-ci, occupant un poste de titulaire lors de 99 de ces matchs. Il est le quatrième irlandais à atteindre le nombre de cent sélections après Brian O'Driscoll, Ronan O'Gara et John Hayes. Il inscrit 40 points, huit essais. Il obtient 67 victoires et concède 39 défaites et 2 nuls.
Depuis ses débuts, il obtient au moins une sélection chaque année : quatre en 2002, onze en 2003, neuf en 2004, cinq en 2005, dix en 2006, dix en 2007, huit en 2008, huit en 2009, cinq en 2010, en douze en 2011, trois en 2012, une en 2013, seul année où il ne dispute pas le tournoi, huit en 2014 et douze en 2015.
Il est capitaine à 28 reprises, pour un bilan de 17 victoires, dix défaites et un nul. Entre 2004 et 2012, il officie en tant que suppléant de Brian O'Driscoll lorsque celui-ci est blessé. Il est le capitaine titulaire depuis 2013 et jusqu'à son dernier match en sélection lors du dernier match de poule de la coupe du monde 2015 contre la France.

### Avec les Lions britanniques
Paul O'Connell participe à trois tournées des Lions britanniques et irlandais en 2005 (en Nouvelle-Zélande), 2009 (en Afrique du Sud) et 2013 (en Australie), remportant la série lors de cette dernière face à l'Australie. Il participe à sept tests, trois en 2005, trois en 2009 et un en 2013. Son bilan est de deux victoires et cinq défaites. Au total, il dispute quinze rencontres dont quatorze en tant que titulaire : cinq en 2005, six en 2009 et quatre en 2013, avec un essai face aux Barbarians.

## Personnalité, style de jeu et reconnaissances

### Un des meilleurs joueurs du monde

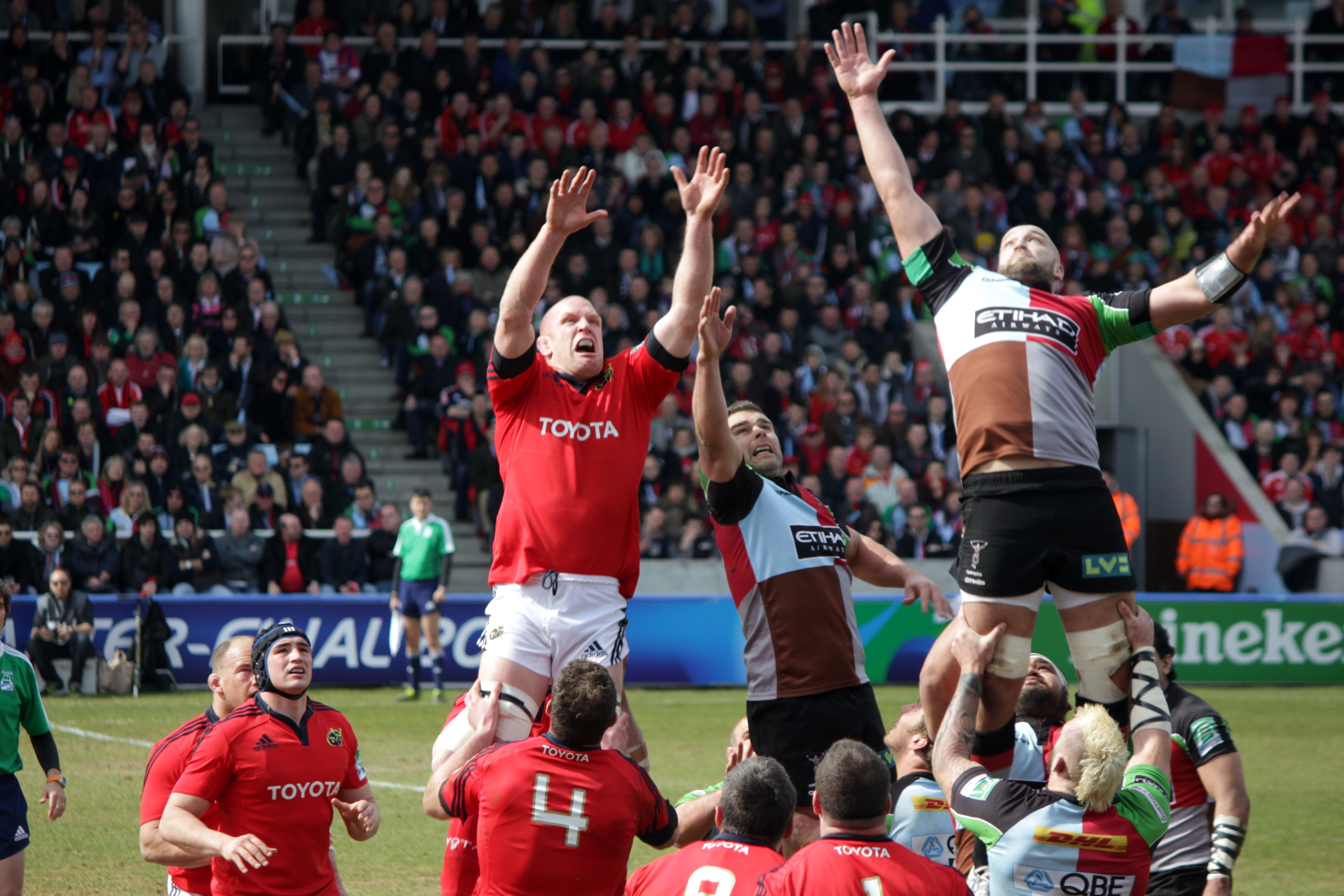
Paul O'Connell en 2013 contre les Harlequins. La touche est un point fort du joueur et une spécialité du poste

Dès 2006, Robert Kitson compare son importance au sein du Munster et de l'équipe d'Irlande à celle tenue par Martin Johnson avec les Leicester Tigers et le XV anglais. En décembre 2014, il figure parmi les cinquante meilleurs joueurs de l'ère moderne désignés par Simon Thomas, correspondant du journal gallois Wales Online. Dans ce classement, où il est classé quinzième, seuls trois joueurs de deuxième ligne le précèdent : l'Australien John Eales, l'Anglais Martin Johnson et le Sud-Africain Victor Matfield. De même, Victor Matfield considère que le capitaine irlandais est le meilleur adversaire qu'il ait eu à affronter. L'Australien Nathan Sharpe le retient également dans sa liste des cinq meilleurs deuxième ligne.

### Le capitaine d'équipe
Paul O'Connell a été capitaine de toutes les équipes professionnels avec lesquelles il a joué durant sa carrière. L'ouvreur gallois Stephen Jones détaille dans son livre A Thinking Man's Game: My Story le leadership de Paul O'Connell lorsque celui-ci a été désigné capitaine des Lions pour la tournée 2009 en Afrique du Sud. Dès le rassemblement pour celle-ci, il réunit tous les joueurs pour leur parler de la fierté d'être parmi de si bon joueurs, de la responsabilité qu'ils ont vis-à-vis du maillot rouge des Lions. Meneur des avants, avec le Munster et le XV irlandais, il est, selon son sélectionneur Joe Schmidt, extrêmement intelligent et d'une grande aide pour ses entraîneurs : il est actif dans le travail tactique avec ces derniers. Il sait également impliquer d'autres joueurs en leur déléguant des responsabilités : c'est le cas avec Jonathan Sexton auquel il laisse la direction des arrières, le duo prenant les décisions sur le terrain en concertation.

### Influence sur le poste de deuxième ligne
Selon Matfield ou Schmidt, l'une de ses forces réside dans son travail et sa capacité pour analyser les tactiques de l'adversaire lors des touches,. Peu après l'annonce de sa retraite en février 2016, Fabien Pelous, ancien deuxième ligne et capitaine du Stade toulousain et de l'équipe de France, décrit Paul O'Connell de la façon suivante « C’est un joueur que j’ai croisé quand j’étais sur le déclin, et quand lui arrivait à son apogée, il m’a bien fait prendre conscience de ce qu’allait devenir le rôle du deuxième-ligne. Il a marqué l’équipe d’Irlande et du Munster, mais surtout le poste de deuxième-ligne au niveau mondial. Il a eu un impact sur ses partenaires comme sur ses adversaires. [...]
Il a été le premier deuxième-ligne à avoir une activité de troisième-ligne. D’autres l’ont suivi. Paul O’Connell a élevé le standard au poste. Dans tous les domaines et à commencer par la touche et les rucks. Et après dans le jeu courant. Il était partout sur le terrain. C’est le premier athlète du rugby à quinze. Cette dimension-là lui permettait de répéter les actions et d’avoir un temps d’avance sur tout le monde. »

### Natif de Limerick

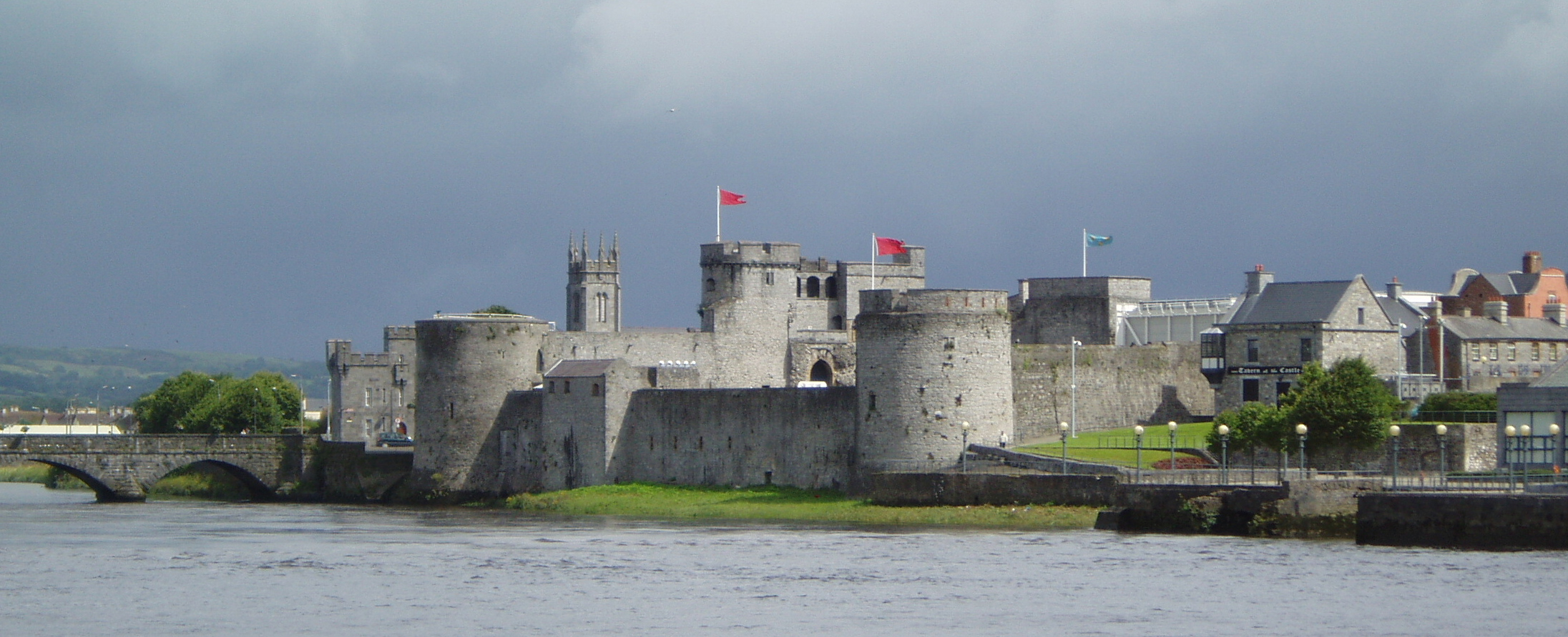
Le château du Roi Jean à Limerick, ville native de Paul O'Connell

Paul O'Connell est né à Limerick, ville où il grandit et évolue de l'université à son statut de professionnel (l'équipe du Munster est basé principalement à Limerick) en passant par son club amateur du Young Munster RFC. Paul O'Connell est allé à la Model School Limerick durant sa jeunesse, puis à l'université de Limerick. Il reçoit en avril 2012 les clés de la ville de Limerick (en anglais : Freedom of Limerick City). En novembre 2015, Paul O'Connell est conféré par un Doctorat honoris causa par l'université de Limerick.
Ainsi, la ville de Limerick décide de mettre lors du mois de juillet 2015 une affiche géante dans le centre-ville à la gloire de Paul O'Connell avec un hashtag, #ThanksPaulie et une phrase « Limerick Born and Red ». Il est également très engagé dans la vie de la ville et dans des actions caritatives de la ville.
Pour la publication de son autobiographie, intitulé The Battle, Paul O'Connell choisi également un éditeur de Limerick, Alan English.

## Vie privée
Paul O'Connell est en couple avec Emily O'Leary depuis ses 20 ans. Le 29 janvier 2010, Paul O'Connell annonce dans l'émission irlandaise The Late Late Show, que sa conjointe est enceinte depuis six mois de leur premier enfant et le 15 avril 2010, il devient père d'un petit Paddy O'Connell. Le couple se fiance en juin 2012 puis se marie en juillet 2013 à la cathédrale d'Auch. Un deuxième enfant naît de cette union, une fille prénommée Lola en novembre 2014.
Pour sa carrière sportive de rugbyman, Paul O'Connell a fait de la musculation, étant ainsi capable de soulever un poids de 180 kg à l'exercice du développé couché.
Paul O'Connell se déclare supporter du club de football anglais de Liverpool, l'Everton FC. Il est également un amateur de golf et membre du club de golf de Limerick.